# Brandon Dominguès
Brandon Dominguès, né le 6 juin 2000 à Grenoble en France, est un footballeur français qui évolue au poste de milieu central au Real Oviedo.

## Biographie

### ES Troyes AC
Né à Grenoble en France, Brandon Dominguès est formé par le Grenoble Foot 38, qu'il rejoint à l'âge de six ans. Après dix ans passés à Grenoble, il rejoint l'ES Troyes AC en 2016, où il poursuit sa formation. Il signe son premier contrat professionnel avec ce club, le 25 juin 2020.
Il joue son premier match en professionnel le 21 septembre 2021, lors d'une rencontre de championnat face à l'AJ Auxerre. Il entre en jeu à la place de Lenny Pintor ce jour-là, et son équipe s'incline par deux buts à un. Il inscrit son premier but en professionnel le 31 octobre 2020, face à l'AC Ajaccio. Il entre en jeu en cours de partie, et participe à la victoire de son équipe par quatre buts à zéro. Avec Troyes, il est sacré champion de Ligue 2, et donc promu en Ligue 1 à l'issue de la saison 2020-21.
Le 23 janvier 2022, Dominguès inscrit son premier but en Ligue 1 contre le SCO Angers. Il ne permet toutefois pas à son équipe d'obtenir un résultat puisque celle-ci s'incline (2-1).

### Budapest Honvéd
Le 1er septembre 2022, Brandon Dominguès rejoint la Hongrie afin de s'engager en faveur du Budapest Honvéd. Il signe un contrat de deux ans.

## Palmarès

### En club
ES Troyes AC
- Ligue 2 (1) :
  - Champion : 2020-21.